# Solagna
Solagna is een gemeente in de Italiaanse provincie Vicenza (regio Veneto) en telt 1842 inwoners (31-12-2004). De oppervlakte bedraagt 15,8 km², de bevolkingsdichtheid is 117 inwoners per km².
De volgende frazioni maken deel uit van de gemeente: San Giovanni ai colli alti.

## Demografie
Solagna telt ongeveer 714 huishoudens. Het aantal inwoners steeg in de periode 1991-2001 met 15,8% volgens cijfers uit de tienjaarlijkse volkstellingen van ISTAT.
| Jaar | Inwoneraantal |
| ---- | ------------- |
| 1991 | 1519          |
| 2001 | 1759          |

## Geografie
Solagna grenst aan de volgende gemeenten: Bassano del Grappa, Campolongo sul Brenta, Pove del Grappa, Romano d'Ezzelino, San Nazario.